# Departamentul Río San Juan
Departamentul Río San Juan este una dintre cele 17  unități administrativ-teritoriale de gradul I  ale statului  Nicaragua. Are o populație de 95.596 locuitori (2005). Reședința sa este orașul San Carlos.